# 沙尼耶夫兄弟
沙尼耶夫兄弟，指塔米爾南·沙尼耶夫（羅馬化：Tamerlan Tsarnaev，羅馬化：Carnayev Anzor-khant Tamerlan ，1986年10月21日—2013年4月19日）和喬卡·沙尼耶夫（羅馬化：Dzhokhar Tsarnaev，羅馬化：Carnayev Anzor-khant Dƶovhar ，1993年7月22日—），於2013年4月15日襲擊科普里廣場，導致2013年波士頓馬拉松爆炸案，事件中受傷人數為183人；死亡人數為3人。
沙尼耶夫家族是原居住于高加索地区的车臣人，二战时期被斯大林政权强行转移至中亚地区的吉尔吉斯斯坦地区。苏联解体后，该家族尝试向美国申请政治庇护。沙尼耶夫兄弟于2012年获得美国国籍。
塔米爾南·沙尼耶夫於2013年4月19日凌晨在水鎮（Watertown）與警方發生槍戰，過程中受重傷經送醫不治。
喬卡·沙尼耶夫在逃脫的過程中躲藏到一間民宅後停放的小船裡被發現遭到逮捕；2015年5月15日，他被陪審團裁定有罪，遭判處注射死刑，此外他被额外增加多项终身监禁的判决。喬卡目前被關押在超高戒備聯邦監獄等待執行中，他的律師已表示將會提出上訴。2020年8月2日，法庭决定撤销对喬卡·沙尼耶夫的死刑判决，即使这样他的严重罪行导致他仍然得将牢底坐穿。